# 1931 في اليابان
فيما يلي قوائم الأحداث التي وقعت خلال عام 1931 في اليابان.

## سياسة

### تعيين في المنصب
- 10 مارس – أوساتشي هاماغوتشي رئيس وزراء اليابان.
- 14 أبريل – واكاتسوكي ريجيرو رئيس وزراء اليابان.
- 13 ديسمبر – إينوكاي تسويوشي رئيس وزراء اليابان.

### انتهاء فترة المنصب
- 14 أبريل – أوساتشي هاماغوتشي رئيس وزراء اليابان.
- 13 ديسمبر – واكاتسوكي ريجيرو رئيس وزراء اليابان.

## مواليد

### يناير
- 1 يناير – هيروشي ساساكي مهندس معماري ياباني.
- 2 يناير – توشيكي كايفو سياسي ياباني.
- 20 يناير – ساواكو اريوشي

### فبراير
- 3 فبراير – هيروشي إيواي طبيب نفسي ياباني.
- 11 فبراير – تايكو ناكانيشي
- 16 فبراير – ماكوتو أووكا شاعر ياباني.

### أبريل
- 2 أبريل – رايزو فوكوهارا لاعب كرة قدم ياباني.
- 9 أبريل – هيسوك هيروناكا
- 11 أبريل – كويتشي سوجياما
- 16 أبريل – أونيروكو دان كاتب ياباني.
- 28 أبريل – تاكاشي ميزونو لاعب كرة قدم ياباني.

### مايو
- 10 مايو – إيتشيرو ناغاي

### يوليو
- 8 يوليو – آراوا كيمورا لاعب كرة قدم ياباني.
- 26 يوليو – تاكاشي أونو لاعب جمباز فني ياباني.

### أغسطس
- 2 أغسطس – تاكاشي تاكابابياشي لاعبو كرة قدم يابانيون.
- 13 أغسطس – شيججي كانيكو ملاكم ياباني.
- 16 أغسطس – كاكويتشي ميمورا لاعبو كرة قدم يابانيون.
- 28 أغسطس – شونيشيرو أوكانو لاعب كرة قدم ياباني.
- 30 أغسطس – جوجي يانامي مؤدّي صوت ياباني.

### سبتمبر
- 19 سبتمبر – هيروتو موراؤكا لاعب كرة قدم ياباني.

### أكتوبر
- 7 أكتوبر – ريوزو هيراكي لاعبو كرة قدم يابانيون.
- 19 أكتوبر – أتسوشي مياجي لاعب كرة مضرب ياباني.

### نوفمبر
- 1 نوفمبر – شونسكي كيكوتشي ملحن ياباني.
- 29 نوفمبر – شينتارو كاتسو

### ديسمبر
- 2 ديسمبر – ماساكي هاتسومي
- 11 ديسمبر – فوجيكو ياماموتو

## وفيات

### يونيو
- 13 يونيو – كيتاساتو شيباسابورو (مواليد 1853)

### أغسطس
- 26 أغسطس – أوساتشي هاماغوتشي (مواليد 1870) سياسي ياباني.